# Laurent Peyrelade
Laurent Peyrelade (Limoges, 7 luglio 1970) è un allenatore di calcio ed ex calciatore francese, di ruolo attaccante.

## Palmarès

### Giocatore

#### Competizioni nazionali
- Campionato francese di seconda divisione: 1

Lille: 1999-2000

### Allenatore

#### Competizioni nazionali
- Championnat de France amateur: 1

Rodez: 2016-2017
- Championnat National: 1

Rodez: 2018-2019